# Cucujus
Cucujus é um gênero de coleópteros da família Cucujidae.

## Taxonomia
- Ordem Coleoptera
  - Subordem Polyphaga
    - Infraordem Cucujiformia
      - Superfamília Cucujoidea
        - Família Cucujidae
          - Gênero Cucujus bicolor
          - Gênero Cucujus chinensis
          - Gênero Cucujus cinnaberinus
          - Gênero Cucujus clavipes
          - Gênero Cucujus coccinatus
          - Gênero Cucujus grouvellei
          - Gênero Cucujus haematodes
          - Gênero Cucujus kempi
          - Gênero Cucujus mniszechi
          - Gênero Cucujus nigripennis
          - Gênero Cucujus tulliae